# Нагльфар

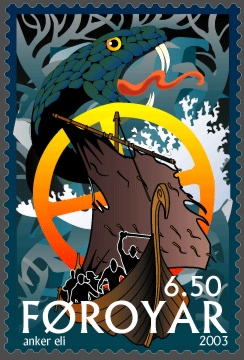
Нагльфар на почтовой марке Фарерских островов

Нагльфар (норв. Naglfar) — в германо-скандинавской мифологии — корабль, чьё основание целиком сделано из ногтей мертвецов. В Рагнарёк он выплывет из царства мертвых Хель, освобождённый из земного плена потопом. На нём армия ётунов под предводительством великана Хрюма (Hrymr; по версии Младшей Эдды, см. Видение Гюльви, 51) или Локи (по версии Старшей Эдды, см. Прорицание вёльвы, 50), поплывёт на поле Вигрид для последней битвы против асов.
Считается, что корабль из ногтей слишком тяжёл, чтобы держаться на плаву. Перед Рагнарёком будет трёхлетняя зима Фимбульветр, когда моря промерзнут до дна, и Нагльфар проедет по льду, как на санках. Снорри Стурлусон в «Видении Гюльви» описывает обычай скандинавов остригать у покойников ногти и сжигать их, чтобы Нагльфар никогда не смог быть создан.

## Этимология
Этимология слова «Naglfar» являлась предметом споров на протяжении долгого времени. В конце XIX века Адольф Нурен предположил что «nagl-» не означает привычное «ноготь», а является одним из вариантов древнескандинавского nár (что означает «труп»), в свою очередь происходящего от праиндоевропейского nok-w-i. Нурен утверждал, что понятие Нагльфара как «корабля из ногтей» происходит из народной этимологии, развитие которой и породило этот образ.
Однако, Зигмунд Файст (1909) опроверг теорию по этимологическим причинам, как впоследствии и Альберт Морли Стёртевант (1951) на основании серьёзных затруднений. Их точки зрения заставили Брюса Линкольна (1977) сказать: «нет никаких оснований утверждать, что nagl- не приобретает своего обычного значения „ноготь“, Нагльфар — не что иное, как корабль из ногтей, как его и описывал Снорри». Помимо этого, Линкольн считал, что корабль являлся частью более широких религиозных схем и жертвоприношений волос и ногтей среди индоевропейцев.

## Археологические данные
Если изображения на руническом камне Таллсторп правильно идентифицированы как изображения Рагнарёка, то на них Наглфар показан под чудовищным волком Фенриром. Было отмечено, что на изображении корабля есть переборки как на носу, так и на корме, чем он отличается от любого известного корабля викингов, и, вероятно, это не что иное, как символический корабль.

## Влияние на массовую культуру

##### Компьютерные игры
- Нагльфар появляется в компьютерной игре «Ведьмак 3: Дикая Охота» и его спин-оффе «Гвинт».
- Корабль также появляется в дополнении Legion к World of Warcraft. В подземелье «Утроба душ», игроки заканчивают на Нагльфаре.
- Космический дредноут Naglfar в EVE Online.
- Название магической книги в игре Fire Emblem: The Sacred Stones[англ.].

##### Музыка
- Naglfar — шведская мелодик-блэк метал-группа
- Nagelfar — немецкая блэк-метал-группа
- Паруса Нагльфара — российский музыкальный проект в жанре dark folk